# فيل هندرسون (كاتب)
فيل هندرسون (بالإنجليزية: Phil Henderson)‏ (2 نوفمبر 1967، أتلانتا في الولايات المتحدة)؛ رسام توضيحي، شاعر وروائي أمريكي.

## الجوائز
- الجوائز الأميركية للكتاب